# ドナルドの海洋団
『ドナルドの海洋団長』（ドナルドのかいようだんちょう）または『ドナルドの海洋団』（ドナルドのかいようだん、原題：Sea Scouts）は、ウォルト・ディズニー・プロダクション（現：ウォルト・ディズニー・カンパニー）が制作したアニメーション短編映画作品。

ドナルドダック・シリーズの第15作である。

## あらすじ
小型の舟で海を行くヒューイ、デューイ、ルーイと、特製の衣装・帽子がお気に入りのドナルド船長。立派な本船に乗り換え甥っ子たちが敬礼する前でどっしり歩くドナルドの頭上にカモメのうるさい鳴き声が響き、いつものように頭に血が上りそうになるドナルドだったが、お気に入りの特製帽子を傷つけるのをためらいドナルドは心を静める。
船を出発させようとドナルド船長は甥っ子たちに碇を上げるよう命じる。甥っ子たちは3人で碇を上げようとするが、なぜか途中で引っかかってしまいなかなか碇を上げることができない。海底の岩に碇が引っかかってしまったのだ。そのことに気付かない船長ドナルドは甥っ子たちに代わり自分で碇を上げようとするが、再び岩に引っかかる。怒ったドナルドは碇が引っかかったまま力任せに碇の鎖を巻き上げ、船の片側を海に沈めてしまった。ようやく戻ったが帆が倒れてしまい、またまた怒るドナルド。出航させることにしたが、ロープが桟橋に引っかかっており、帆ごと飛んで行ってしまう。3人のおかげで帽子を取り戻したが、ドナルドの怒りは最高潮に達しており、海上でのサメとの決闘が始まる。 
戻ってきたドナルドは海に落ちてしまった船長の帽子をサメから取り戻そうと奮闘する。サメに顔面パンチを食らわせたドナルドは甥っ子たちと街へ戻った。

## スタッフ
- 監督：ディック・ランディー
- 作画：プレストン・ブレア、ジョニー・キャノン、アート・ムーア、ラリー・クレモンズ、ウォルト・クリントン、ジャック・ハンナ、エド・ラブ
- 脚本：カール・バークス
- 音楽：オリバー・ウォレス

## キャスト
| キャラクター   | 原語版               | 旧吹き替え版 | 新吹き替え版 |
| -------------- | -------------------- | ------------ | ------------ |
| ドナルドダック | クラレンス・ナッシュ | 関時男       | 山寺宏一     |
| ヒューイ       | クラレンス・ナッシュ | 土井美加     | 坂本千夏     |
| デューイ       | クラレンス・ナッシュ | 後藤真寿美   | 坂本千夏     |
| ルーイ         | クラレンス・ナッシュ | 下川久美子   | 坂本千夏     |
| ナレーター     | -                    | 江原正士     | -            |

## 日本での公開

### 収録
- 『ドナルドダック・クロニクル Vol.1 限定保存版』（DVD、ブエナ・ビスタ・ホーム・エンターテイメント、新吹き替え版）
- 『ミッキー＆オールスターズ ファンタジーセレクション』（VHS、ブエナ・ビスタ・ホーム・エンターテイメント、新吹き替え版）